# Клавихо-Телепнев, Владимир
Владимир Клавихо-Телепнев (род. 14 сентября 1962, Москва) — российский фотограф.

## Биография

### Семья
Дедушка и бабушка по материнской линии (Владимир Иванович и Маргарита Николаевна Телепневы) — художники, дед с отцовской стороны (Эдмундо Клавихо Кубильос) — фотограф, владелец фотоателье; отец, Педро Клавихо, — колумбийский журналист, репортер на радио.

### Карьера
В 1986 г. окончил Московскую полиграфическую академию по специальности художник-график. Сразу стал работать фоторепортером для ряда зарубежных изданий, а также принимал активное участие в московской художественной жизни — участвовал в выставках живописи и графики московских художников.
С 1991 г. — член международной ассоциации художников ЮНЕСКО, с 1993 г — член Международной Ассоциации художников-графиков, с 2000 г. — член Союза фотохудожников России.
С 1996 г. занимается съемкой моды и рекламы, сотрудничал со множеством глянцевых журналов и рекламных агентств.
С 2000 г. преподает фотографию на факультете журналистики МГУ, с 2003 г. — в Академии дизайна. В 2001 г. открыл авторскую фотошколу.

### Премии
Обладатель многочисленных призов и премий. Признан экспертами Московского дома фотографии классиком российской художественной фотографии. По версии газеты «Коммерсантъ», один из двух лучших фотографов России. Участник большого количества выставок (в том числе персональных) в престижных галереях в России и за рубежом. Вышло несколько альбомов его фотографий. Работы Владимира Клавихо хранятся в личных коллекциях Д. Медведева, Н. Назарбаева, Элтона Джона, Питера Гринуэя.

### Творчество
Работы Клавихо-Телепнева делятся на многочисленные серии. Использует различные техники и работает с разными темами, но всегда выполняет работы в черно-белой, монохромной манере с использованием сепии, с легким оттенком цвета. Сознательно ограничивая себя в цвете, автор много работает с линиями, пластикой. Его художественная фотография тяготеет к ретро.
Снимает пейзажи, сталинскую архитектуру. Создал галерею портретов современных российских деятелей искусства. Любит работать в символической манере (серии «Русские красавицы в образах кинодив 20-40-х гг.», «Алиса в стране чудес», «Вишневый сад»).

### Выставки
Владимир Клавихо-Телепнев неоднократно принимал участие в выставках в России и за рубежом:
- 1996, 1998 и 2000 гг. участвовал в Международных московских фотобиеннале, организованных Московским домом фотографии.
- 2001 г. участвовал в Международном фестивале «Мода и стиль в фотографии», организованном Московским домом (главный приз фестиваля «Лучший фото проект» за работу «Портрет Бенедетты Борзини»).
- 2002 г. — международный приз за альбом «Imperfecto» — «Лучший фотоальбом Восточной Европы 2001—2002 год»
- 2003 г. — выставка «Русская ностальгия Пост Модерна» (Кабаков, Нестерова, Брускин и т. д.), Нью-Йорк, США
- 2003 г. — выставка в галерее Люмьер, Москва, Россия
- 2003 г. — выставка в Государственном Центральном музее современной истории России
- 2003 г. — участие в арт-проекте «40 взглядов на Образ» Comme de Garcon, Москва, Россия
- 2003 г. — выставка в галерее Института Сервантеса[3], Москва, Россия
- 2004 г. — выставка в галерее Hay hill, Лондон, Англия.
- 2004 г. — выставка в рамках Фестиваля Российской Культуры «Русские вечера» Art Hall of the Pacific Design Center, Лондон
- 2004 г. -выставка в Арт-галерее Benshaeb, Париж, Франция
- 2004 г. — выставка в Новосибирском художественном музее, Россия
- 2004 г. — выставка в Красноярском музейном центре, Россия
- 2004 г. — выставка в Галерее Арт-Сервис Центр, Москва, Россия
- 2004 г. — выставка в Арт-галерее «Лига», Коломна, Россия.
- 2004 г. — выставка в галерее Студия, Москва, Россия
- 2005 г. — выход фотоальбома «Вишнёвый Сад»
- 2005 г. — выставка в Томском Доме Художника, Россия
- 2005 г. — выставка в Арт-галерее Benshaeb, Париж, Франция
- 2005 г. — выставка в Арт галерее Университета Висконсин, США Moscow Romanticism
- 2005 г. — выставка проекта «Вишнёвый сад» совместно с ученицей Юлией Бочковой в галерее JAMES, Москва
- 2005 г. — выставка в Галерее Шазина, Москва, Россия
- 2005 г. — выставка в Grand Hyatt Dubai галерее Шазина, Дубай, Арабские Эмираты.
- 2005 г. — выставка в Grossman Gallery, Williams Visual Arts Building, Easton, Pennsylvania
- 2005 г. — персональная выставка на Millionaire fair Москва.
- 2005 г. — персональная выставка в рамках Недели Русского Кино в Париже, Париж — Арт — Москва, Espace Cardin, Па
- 2006 г. — персональная выставка «Признание», Новинский пассаж, Москва.2006 г. — персональная выставка в Библиотеке искусств им. А. П. Боголюбова, Москва[4].

### На телевидении
8 марта 1996 года принял участие в праздничном выпуске капитал-шоу «Поле чудес», приуроченном к Международному женскому дню.